# Whitesnake (album)
Whitesnake je sedmé studiové album anglické rockové skupiny Whitesnake. vydáno bylo v dubnu roku 1987 a jeho producenty byli Mike Stone a Keith Olsen. V britské hitparádě (UK Albums Chart) se album umístilo na osmé příčce. Ještě většího úspěchu se mu dostalo v americké hitparádě (Billboard 200), v níž dosáhlo druhého místa. V USA se stalo osmkrát platinovým (RIAA).

## Seznam skladeb
Autory všech skladeb jsou David Coverdale a John Sykes, pokud není uvedeno jinak.
Severoamerická verze
1. Crying in the Rain '87 (Coverdale) – 5:37
2. Bad Boys – 4:09
3. Still of the Night – 6:38
4. Here I Go Again '87 (Coverdale, Bernie Marsden) – 4:33
5. Give Me All Your Love – 3:30
6. Is This Love – 4:43
7. Children of the Night – 4:24
8. Straight for the Heart – 3:40
9. Don't Turn Away – 5:11

Evropská verze
1. Still of the Night – 6:38
2. Bad Boys – 4:09
3. Give Me All Your Love – 3:30
4. Looking for Love – 6:33
5. Crying in the Rain (Coverdale) – 5:37
6. Is This Love – 4:43
7. Straight for the Heart – 3:40
8. Don't Turn Away – 5:11
9. Children of the Night – 4:24
10. Here I Go Again (Coverdale, Bernie Marsden) – 4:33
11. You're Gonna Break My Heart Again – 4:11

## Obsazení
Whitesnake
- David Coverdale – zpěv
- John Sykes – kytary, doprovodné vokály
- Neil Murray – baskytara
- Aynsley Dunbar – bicí, perkuse

Ostatní hudebníci
- Don Airey – klávesy
- Bill Cuomo – klávesy
- Adrian Vandenberg - sólová kytara (Here I Go Again '87)
- Dann Huff – rytmická kytara (Here I Go Again '87)
- Mark Andes - baskytara
- Denny Carmassi – bicí
- Vivian Campbell – sólová kytara (Give Me All Your Love)